# Tristan Vautier
Tristan Vautier (Saint-Martin-d'Hères, Auvernia-Ródano-Alpes, 22 de agosto, de 1989) es un piloto francés de automovilismo.
Campeón de la Indy Lights 2012, compitió en IndyCar Series con Schmidt Peterson Hamilton Motorsports y Dale Coyne Racing.
Desde 2016 que es piloto en categorías de GT y prototipos, como Blancpain GT Series o WeatherTech SportsCar Championship. En 2018 ganó el Intercontinental GT Challenge con cuatro podios en las cuatro puntuables. En 2021, ganó las 12 Horas de Sebring con JDC-Miller junto a Loïc Duval y Sébastien Bourdais.
En 2023, compitió en la European Le Mans Series con Algarve Pro Racing y debutó en la clase principal del Campeonato Mundial de Resistencia de la FIA con ByKolles Racing.